# عبدالقادر تونی
عبدالقادر تونی معروف به میرزا عبدالقادر تونی خراسانی  شاعر سده یازدهم هجری است.

## زندگی نامه
عبدالقادر تونی زاده قرن یازدهم ه.ق در تون بود. 
از بزرگان ناحیه «تون» بوده و مدّتی وزیر آنجا بود. در حدود سال ۱۰۷۸ق به اصفهان آمده و چون پسرش را به داشتن آلات و ادوات سحر متهم نموده و کور کردند، او هم از غصه و‌ اندوه در اصفهان وفات یافت.

## آثار
قندهار نامه که با عنوان فتح نامه قندهار و شاهنامه میرزا عبدالقادر تونی شناخته می‌شود دیوانی مثنوی است که عبدالقادر تونی از سال (١٠۵٢-١٠٧٧) براى شاه عباس دوم سروده است. 
قندهار نامه میرزا عبدالقادر تونی حماسه ای تاریخی مربوط به دوره ی صفوی است که تک نسخه ی موجود آن ناقص و تا به حال تصحیح و بررسی نشده است.

## نمونه شعر
| ز کار تو بس مانده‌ام در شگفت |  | که شه نامه بی‌امر شه کس نگفت   |
| کسی تا بامروز از عهد پیش    |  | نگفته است شه نامه از بهر خویش |